# 谋杀未遂
谋杀未遂是一种未遂罪，在不同的司法管辖区定义存在差异。

## 加拿大
《刑事法典》第二百三十九条规定谋杀未遂最高可判处无期徒刑。如果使用枪支，处四年（有时为五年或七年）以上有期徒刑，具体取决于罪犯的前科和与有组织犯罪的关系。

## 英国

### 英格兰和威尔士
根据英国刑法规定，谋杀未遂是指同时准备进行非法杀戮并有故意践踏女王的和平造成任何个人死亡的罪行。《1981年刑事未遂法令》将单纯的预备犯罪与“未遂犯罪”这一事实分离开来。
在英格兰和威尔士，作为“未遂”，谋杀未遂是《1981年刑事未遂法令》第一条第一款规定的犯罪行为，属于可公诉罪行，最高可判处无期徒刑（与谋杀的罚则相同）。北爱尔兰的相应法条是《1983年刑事企圖及串谋（北爱尔兰）令》（第1120(NI13)号）第三条第一款。
犯罪意識对于谋杀包括故意杀人或故意致人重伤，且可以肯定行为将致命，而未遂谋杀则取决于意图杀人和公开的杀人行为。谋杀未遂只是进行犯罪预备工作和对其采取的行动，而不是实际的杀人行为。这使得该罪行很难成立，并且根据1861年《侵害人身权利罪法》，反而更容易被轻判。
然而，在R v Morrison [2003] 1 WLR 1859 中，上诉法院考虑了对单一谋杀未遂罪的起诉书的替代判决问题。莫里森和另外两名持枪抢劫的男子走进一家商店。他们要钱，其中一名男子向店主开枪，店主仅受轻伤。控方在审判前有很多机会增加指控，但未有实施。审理此案后，法官表达了他的观点，即陪审团可以依据1861年法案第十八条认定被告人犯下严重身体伤害未遂，莫里森被正式判定企图造成严重身体伤害。上诉法院确认，严重身体伤害未遂是谋杀未遂的有效替代方案，因为无意图造成受害人遭受严重身体伤害就不可能有杀人的意图。
这是一个切实可行的决定，以确保刑事司法系统不会因为只选择一项指控而把有罪的人释放。但这不一定是一个好的一般原则，因为，例如在安乐死中，协助者使人无痛苦的死去。如果预期受害者没有死亡，而是罪犯企图造成严重身体伤害必须是替代判决，判决届时将十分奇怪，因为无意造成任何长期和严重的伤害：两种未遂犯罪具有不同的犯罪意图要求，因此证明故意谋杀不一定符合1861年法案第十八条的定义。
第一，故意或鲁莽行事，极度不顾人命，企图杀人；并且这个人做了一些足以达到犯罪标准的行为。预备犯罪并不被认为是犯罪的实质性步骤。

#### 犯罪意图证明
必须不仅仅是准备行为，虽然被告可能曾经发出死亡威胁，但这可能无法提供令人信服的杀人意图证据，除非这些言语伴随着相关行动，例如使用武器攻击他人，或在没有武器的情况下击打其要害。

#### 监禁、必要性和婚姻胁迫
被控谋杀未遂的人不会被监禁，也不会有必要的辩护。相反，婚姻胁迫的法定辩护，从法规的表面上看，适用于被控谋杀未遂的妻子。

#### 历史
在1967年前，《1861年侵害人身权利罪法》第11至15条规定了多项以各种特定方式实施谋杀未遂的罪行（第11至14条），以及以其他方式试图谋杀但未果的情节（第15条）。
在1967年刑事法令废除这些罪行后，在1981年法令颁布之前，谋杀未遂仍然存在于普通法之中。

### 苏格兰
在苏格兰的普通法中，谋杀未遂是一种犯罪行为。谋杀未遂与苏格兰法律中的谋杀罪相同，唯一的区别是受害者没有死亡。谋杀罪在德鲁里诉英国律师案中有定义：
|  | 谋杀是由任何造成个体死亡的故意行为构成的，肇事者要么恶意打算杀人，要么就是草菅人命。 |

意图可以从案件的情况中推断出来。犯罪意图是客观地确定的并且是“鲁莽程度之重，以至于它表明一种被视为邪恶和堕落的心理状态，就像故意杀人的心理状态一样。” 与苏格兰的所有普通法罪行一样，最高可判无期徒刑。

## 美国
在美国，谋杀未遂是一种不完整罪。对谋杀未遂的定罪需要证明有谋杀意图，这意味着罪犯试图谋杀但未果（例如试图射杀特定个人但未能命中，被行刺对象幸免于难）。